# Austin Powers: Szpieg, który nie umiera nigdy
Austin Powers 2: Szpieg, który nie umiera nigdy (ang. Austin Powers: The Spy Who Shagged Me) – amerykański film fabularny z 1999 roku, drugi film z cyklu przygód Austin Powersa.

## Opis fabuły
Doktor Zło konstruuje wehikuł czasu i przenosi się do roku 1969. Spotyka szkockiego ochroniarza i zleca mu kradzież życiowej siły Austina Powersa, bez której agent jest bezbronny. Plan zostaje zrealizowany i Doktor Zło powraca do współczesności. Austin Powers z pomocą brytyjskich agentów postanawia odebrać mu swoją własność.

## Ścieżka dźwiękowa
Utworem przewodnim filmu jest piosenka Beautiful Stranger amerykańskiej piosenkarki Madonny, napisana przez nią oraz Williama Ørbita specjalnie na potrzeby produkcji.